# Huligal
Huligal es una ciudad y nagar Panchayat situada en el distrito de Nilgiris en el estado de Tamil Nadu (India). Su población es de 12960 habitantes (2011). Se encuentra a 28 km de Udhagamandalam.

## Demografía
Según el censo de 2011 la población de Huligal era de 12960 habitantes, de los cuales 6440 eran hombres y 6520 eran mujeres. Huligal tiene una tasa media de alfabetización del 83,27%, superior a la media estatal del 80,09%: la alfabetización masculina es del 90,38%, y la alfabetización femenina del 76,27%.